# Marianne Golz
Marianne Golz-Goldlust (née Belokosztolszki) est une chanteuse d'opéra et actrice d'origine autrichienne. Elle poursuit sa carrière avec succès en Europe orientale au début des années 1920, avant de s’installer à Prague, en Tchécoslovaquie, et de devenir critique de théâtre. Elle épouse le journaliste juif Hans Goldlust en 1929. Lorsque Hans est arrêté par les nazis en 1938, Marianne Golz-Goldlust obtient sa libération, l’aidant ainsi que ses proches à s'exiler en Angleterre. Elle reste à Prague pour aider la Résistance, notamment en cachant des réfugiés juifs, en faisant passer clandestinement des ressources financières et des informations, en recrutant de nouveaux membres pour la résistance et en tenant des réunions de résistants à son domicile.
Après son arrestation et celle de plusieurs autres membres de son groupe par les nazis en 1942, Marianne Golz-Goldlust avoue son rôle dans la Résistance et affirme que ses associés sont innocents. Elle réussit à obtenir leur libération. Les tentatives légales de sa famille pour obtenir sa propre libération échouent et elle est condamnée à mort par les autorités et exécutée à la guillotine en octobre de la même année.
En 1988, elle est reconnue à titre posthume comme Juste parmi les nations.

## Biographie

### Jeunesse et carrière
Maria Agnes Belokosztolszki naît dans une famille catholique le 30 janvier 1895 à Vienne, en Autriche. Sa mère est tchécoslovaque et son père polonais. Elle a une sœur nommée Rosi. Après le lycée, elle suit une formation de chanteuse d'opéra et de danseuse de ballet. Elle prend comme nom de scène Marianne Tolska. Au début des années 1920, elle se produit à Linz, à Stuttgart et à Salzbourg, aux côtés du compositeur autrichien Nico Dostal et dans des opérettes aux côtés du ténor Richard Tauber.
En 1924, Marianne Belokosztolszki s'installe à Berlin, où elle rencontre le rédacteur en chef et journaliste juif Hans Goldlust. Le couple se marie en 1929. Hans adopte officieusement le nom de famille « Golz » pour éviter la stigmatisation des personnes portant un nom à consonance juive en Allemagne. Ainsi, lorsque Marianne l'épouse, elle devient madame Golz-Goldlust. Le couple s'installe à Prague en 1934 et Marianne Golz-Goldlust met ses compétences au service de la critique théâtrale.

### Résistance
Lorsque les nazis envahissent Prague en 1939, Hans est arrêté mais Marianne le fait libérer et l'aide à s'enfuir en Angleterre. Elle aide également la mère et la sœur de Hans à quitter le pays. Au lieu de les rejoindre en toute sécurité, Marianne Golz-Goldlust décide de rester à Prague pour aider d'autres Juifs persécutés. Elle commence à organiser des réunions chez elle pour rencontrer des citoyens partageant les mêmes idées. Elle rencontre alors l'organisateur de la résistance locale, Ottokar Zapotecky, dont le réseau aide à faire sortir clandestinement des réfugiés de Prague. Marianne Golz-Goldlust recrute de nouveaux membres pour la résistance tchécoslovaque et autrichienne, aide les réfugiés juifs à s'enfuir en les mettant en contact avec le réseau et en déplaçant leurs ressources financières au-delà des frontières. Elle cache également des réfugiés chez elle, continue de tenir des réunions entre résistants et s'arrange pour faire passer au gouvernement exilé d'Angleterre d'importantes informations sur les conditions de vie à Prague.

### Mort et héritage

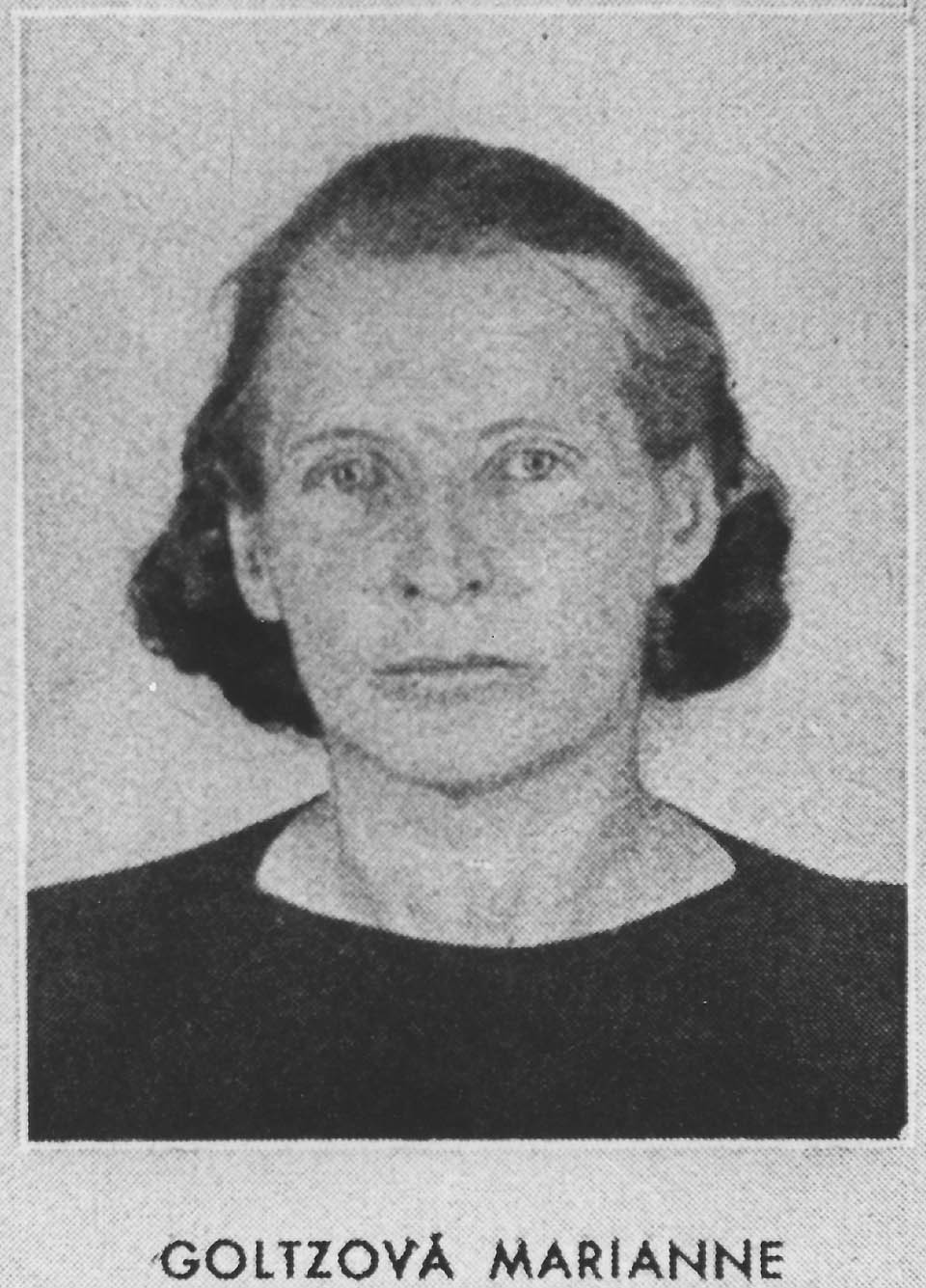
Une photo de Marianne Golz-Goldlust en prison

Le 19 novembre 1942, Marianne Golz-Goldlust et plusieurs de ses camarades de la résistance sont arrêtés par les nazis. Elle avoue immédiatement, déclarant aux personnes qui l'interrogent qu'elle est le seule membre de la résistance du groupe et que ses camarades ne sont au courant de rien. Golz-Goldlust est détenue à la prison de Pankrác. Malgré sa captivité, elle écrit une série de lettres à ses amis et à ses contacts sur des bouts de papier qui sortent clandestinement de la prison chaque fois que des repas lui sont apportés.
Bien que la famille de Marianne Golz-Goldlust utilise tous les moyens légaux possibles pour la faire libérer, la plupart des avocats ne souhaitent pas risquer la colère des autorités allemandes en plaidant pour sa défense. L'avocate tchèque Marie Schrámek accepte finalement de prendre l'affaire, mais ne réussit pas à la faire libérer malgré un recours devant la Haute Cour spéciale allemande et le ministre de la Justice du Reich. En mai 1943, elle est condamnée à mort pour actes de Résistance et guillotinée le 8 octobre 1943.
En 1946, les lettres de Marianne Golz-Goldlust sont compilées et publiées dans un livre intitulé Zaluji (J'accuse), puis traduit en allemand sous le titre Der Große Tag et en français sous le titre Le Grand Jour. En juin 1988, elle est officiellement reconnue à titre posthume par Yad Vashem en tant que Juste parmi les nations pour son implication dans le sauvetage des juifs de Prague. Un olivier est planté en son honneur au Yad Vashem Memorial Center en Israël.
En 2008, un documentaire, intitulé La vera storia di Marianne Golz, raconte son histoire.
En 2011, le Mémorial de la résistance allemande organise une exposition consacrée à la vie de Marianne Golz-Goldlust.